# 田厥茂
田厥茂（1608年—？），字盈止，號心耕，山西平陽府蒲州人，清朝政治人物、進士出身。

## 生平
崇祯十二年（1639年）己卯科山西乡试第六十六名举人。清順治三年（1646年），登進士二甲，授刑部主事。順治五年閏四月戊申為廣東鄉試考試官。順治六年，陕西布政使司参议、兼按察使司佥事、提学道。順治十一年正月，陞湖廣布政使司參政、湖北道。順治十四年二月，陞江西湖西道參政田厥茂為福建布政使司右布政使。